# Arthur Milchhöfer
Arthur Alexander Johann Milchhöfer (Kutuzovo, 21 marzo 1852 – Kiel, 7 dicembre 1903) è stato un archeologo tedesco, si era specializzato negli studi dell'antica Grecia ed è accreditato per la sua ricerca topografica dell'antica Attica.

## Biografia
Studiò presso l'Università di Berlino e successivamente presso l'Università di Monaco, dove aveva come professore Heinrich Brunn (1822-1894). In seguito, diventò assistente di Ernst Curtius (1814-1896) a Berlino e nel 1883 ottenne l'abilitazione per l'archeologia presso l'Università di Gottinga. Più tardi, fu professore associato presso l'Università di Münster, dove era anche responsabile della biblioteca di archeologia classica. Nel 1895 divenne professore di archeologia presso l'Università di Kiel.

## Opere principali
Nel suo libro del 1883 Die Anfänge der Kunst in Griechenland (Le origini dell'arte in Grecia), è stato il primo a suggerire che Creta era il centro della cultura micenea.
Altre note opere sull'antica Grecia di Milchhöfer sono:
- Die Stadtgeschichte von Athen (1891); con Ernst Curtius (1814–1896).
- Karten von Attika, (1881–1903); con Curtius con Johann August Kaupert (1822–1899).